# الصلبة (شبوة)
الصلبة هي إحدى قرى الجمهورية اليمنية. وهي تتبع جغرافيًا لمحافظة شبوة. وإداريًا لمديرية نصاب. يبلغ تعداد سكانها 1684 نسمة حسب الإحصاء الذي جرى عام 2004.